# René Pranz

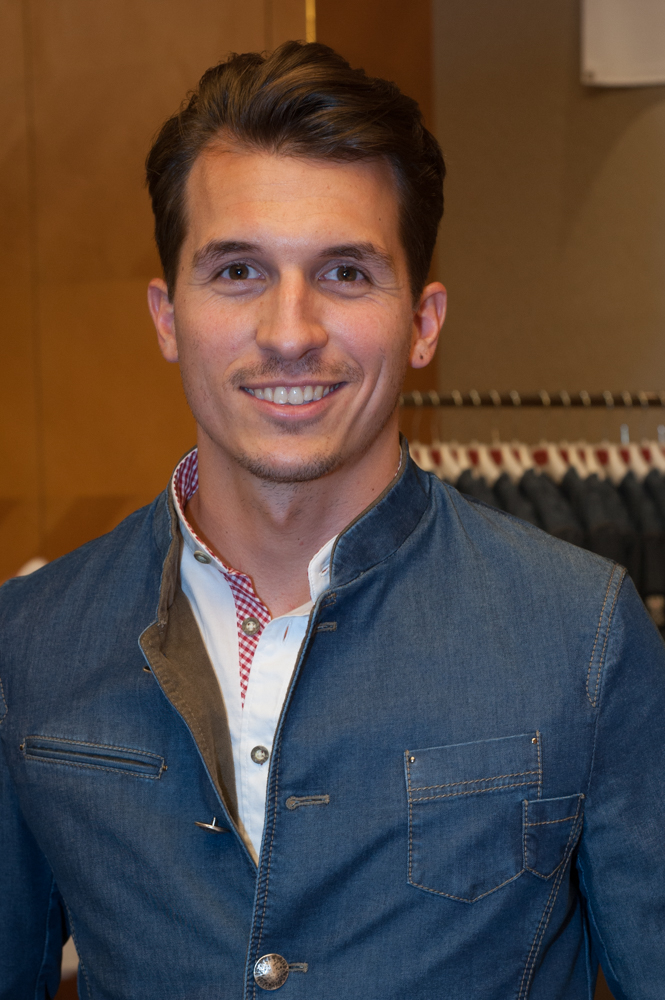
René Pranz im offiziellen Outfit des Österreichischen Kaders für die Olympischen Spiele 2016

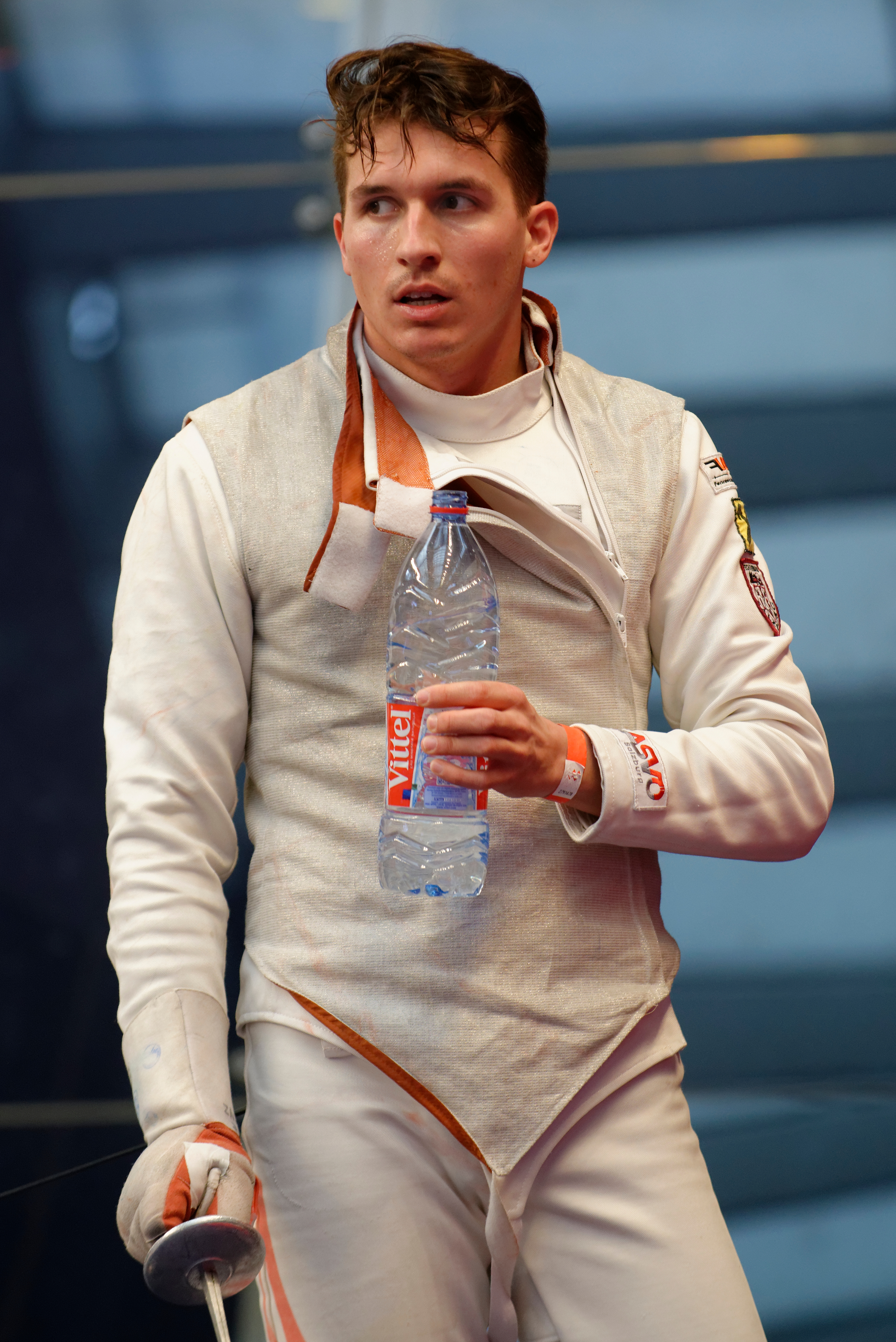
René Pranz 2014 bei der Challenge International de Paris

René Pranz (* 4. September 1985 in Wien) ist ein österreichischer Florettfechter.
Seinen bisher größten Erfolg errang Pranz am 17. April 2016 mit der Qualifikation zu den Olympischen Sommerspielen in Rio de Janeiro.

## Biografie
René Pranz ist von Beruf Sportsoldat des österreichischen Bundesheeres. 2005 schloss er das Sportrealgymnasium für Leistungssportler in Maria Enzersdorf
erfolgreich mit Matura ab. Seit 2011 absolviert Pranz am Institut für Management ein Studium in Betriebswirtschaft. Im Jahr 2006 gelang es ihm, beim Weltcup in Kairo den 3. Platz im Teambewerb zu erobern. Bei den Fechteuropameisterschaften 2010 in Leipzig belegte er mit der österreichischen Mannschaft den 5. Rang im Teambewerb. Im selben Jahr gelang es ihm, beim Weltcup in Montreal den 2. Platz zu erobern. Bei den Fechteuropameisterschaften 2011 in Sheffield belegte Pranz Rang 7.
Pranz ist österreichischer Staatsmeister der Jahre 2009, 2012, 2013 und 2014 sowie 11-facher Team-Staatsmeister.